# Einstein@Home
Einstein@Home là một dự án tính toán phân tán tình nguyện giúp lọc và tìm kiếm trên dữ liệu thu được từ trạm thăm dò LIGO để phát hiện trực tiếp ra sóng hấp dẫn liên tục, mà có nguồn gốc từ các vật thể như sự quay rất nhanh bất đối xứng trục của các sao neutron. Dự án này cũng tham gia chạy tìm dữ liệu từ Đài quan sát Arecibo để phát hiện các pulsar vô tuyến. Dự án này chạy trên phần mềm Nền tảng mã nguồn mở dành cho tính toán phân tán Berkeley (BOINC), Einstein@Home được duy trì và quản lý bởi Đại học Wisconsin–Milwaukee và Viện Vật lý hấp dẫn Max Planck (Viện Albert Einstein, Hannover, Đức). Giám đốc dự án là nhà vật lý Bruce Allen. Ngày 12 tháng 8 năm 2010, Einstein@Home thông báo phát hiện ra pulsar vô tuyến đầu tiên J2007+2722 chưa từng phát hiện trước đó, được tìm từ dữ liệu của Đài quan sát Arecibo, và kết quả được tạp chí Science đăng tải. Cho tới tháng 8 năm 2012, đã có 46 pulsar được phát hiện và ngày càng có thêm nhiều pulsar mới được phát hiện thêm. Einstein@Home là một phần mềm miễn phí phát hành dưới Giấy phép Công cộng GNU Hạn chế, phiên bản 2.